# دومينيك لوسون
دومينيك لوسون (بالإنجليزية: Dominic Lawson)‏ صحفي يهودي بريطاني (ولد في لندن يوم 17 ديسمبر 1956).